# Zerrin Egeliler
Zerrin Egeliler (* 23. August 1942 oder 1. Mai 1949 in Istanbul; bürgerlich Hatice Özügül)  ist eine ehemalige türkische Softpornodarstellerin, die durch zahlreiche Filme in den 1970er Jahren Berühmtheit erlangte. Die 1970er Jahre gelten als die Hochphase von Produktionen türkischer Pornofilme, in der Egeliler als die bekannteste – und auch bestbezahlte – Darstellerin galt.
Egeliler drehte ausschließlich Filme des Softcore-Genres und lehnte Angebote mit Hardcore-Produktionen stets ab. 1981 drehte sie ihren letzten Film und zog sich anschließend mehr und mehr aus dem öffentlichen Leben zurück.

## Biografie
Egeliler wurde 1942, andere Quellen sprechen vom Jahr 1949 in Istanbul geboren und wuchs dort auch auf. Sie besuchte die Grundschule, anschließend die weiterführende Schule und verließ diese ordentlich mit einem Abschluss.
Anfangs arbeitete sie noch als Model für Fotoromane, 1971 war sie schließlich Hauptdarstellerin in ihrem ersten Spielfilm Çıldırtan kadın (dt.: Die Frau, die jeden verrückt macht). Da es in den 70er Jahren einen regelrechten Boom für türkische Pornofilme gab, stieg auch Egeliler in die Branche ein und drehte mehrere Filme. Schnell avancierte sie, auch begünstigt durch ihre gute Figur, zu einer der gefragtesten Darstellerinnen. Fortan drehte sie zahllose Filme, manchmal zwei an einem Tag, die meistens billig und schnell produziert waren, bei denen sie jedoch stets die Hauptdarstellerin war. Einen Eintrag ins Guinnessbuch der Weltrekorde erlangte sie durch die Tatsache, dass sie 28 Filme in einem Jahre gedreht hat. Ende der 70er Jahre galt sie als die bekannteste weibliche Pornodarstellerin in der Türkei.
Nach dem Militärputsch in der Türkei 1980 wurden Pornofilme von der neuen Regierung verboten, dies bedeutete für Egeliler praktisch das Karriereende. Ihren letzten Film drehte sie 1981, anschließend verdingte sie sich als Sängerin in Nachtclubs, die zwar nicht illegal, aber von der Polizei streng beaufsichtigt wurden. Ihres sehr offenen Kleidungsstils wegen wurde sie mehrmals daran gehindert, aufzutreten, so dass sie sich bald dazu entschloss, ganz aufzuhören. 1987 heiratete sie Nachtclubbesitzer Fahri Balcı und blieb mit diesem bis zu dessen Tod im Jahr 2017 verheiratet, aus der Ehe ging außerdem ein Sohn hervor. Heute führt Zerrin Egeliler ein zurückgezogenes Leben in Türkeis viertgrößter Stadt Bursa.

## Filmografie (Auswahl)
- 1971: Çıldırtan Kadın
- 1975: Kadınlar
- 1977: Babanın Evlatları
- 1977: Dila Hanım
- 1978: Cafer'in Çilesi
- 1978: Lekeli Melek
- 1978: Uçurum
- 1979: Acemi Dolandırıcılar
- 1979: Kadersizler
- 1979: Yedi Kocalı
- 1979: Lekeli Kadın
- 1981: Kimbilir / Kibariye[2]

## Trivia
- Ihre Größe beträgt 1,75 m bei einem Gewicht von 68 kg.[1] Ihre Brüste sind natürlich.
- Einmal ließ sie verlauten, dass sie es eigentlich verabscheue, sich vor der Kamera auszuziehen und sexuelle Handlungen vorzunehmen.[1]